# Bajmok
Bajmok (serbocroata cirílico: Бајмок) es un pueblo de Serbia, constituido administrativamente como una pedanía de la ciudad de Subotica en el distrito de Bačka del Norte de la provincia autónoma de Voivodina.
En 2011 tenía 7414 habitantes, de los cuales un tercio eran étnicamente serbios y otro tercio magiares. El tercio restante se repartía entre varias minorías, entre los cuales destacaban bunjevcis, croatas y yugoslavos.
Se conoce la existencia de la localidad desde 1462, cuando se menciona como un señorío creado para Isabel Szilágyi por su hijo, el rey húngaro Matías Corvino. Tras la invasión otomana, el antiguo pueblo de Bajmok quedó dividido en los siglos XVI y XVII en dos pequeñas aldeas étnicamente serbias, llamadas Bajmok y Novi Bajmok, que fueron abandonadas a principios del siglo XVIII. Entre 1770 y 1785, la localidad fue repoblada por magiares y bunjevcis, a los que se añadieron con el tiempo minorías de alemanes y serbios. Los serbios, que actualmente son el primer grupo étnico de la localidad, se asentaron principalmente a lo largo del siglo XX.
El pueblo se sitúa en la frontera con Hungría y tiene un puesto fronterizo que lleva a Bácsalmás. Se ubica unos 20 km al suroeste de Subotica, sobre la carretera E662 que lleva a Sombor. Al sur del pueblo sale la carretera 105, que lleva a Bačka Topola.